# Levure de bière
La levure de bière est l'appellation courante de plusieurs souches du champignon unicellulaire microscopique Saccharomyces cerevisiae, initialement extraites de la bière. Elle se présente sous la forme d'une poudre soluble dans l'eau, fine et de teinte brun-jaune. Les principaux composants sont des peptides, des acides aminés, de la purine et de la pyrimidine, ainsi que des vitamines du groupe B.
Utilisée pour faire fermenter la bière, les résidus de la levure de bière peuvent être recyclés pour la consommation humaine. La levure de bière est utilisée dans les condiments et certaines pâtes à tartiner. C'est aussi un complément alimentaire apprécié comme source naturelle de vitamine B1 en particulier, mais aussi de vitamines B5, B6, B8, et B9, ainsi que de protéines et de polysaccharides. Elle se prend sous forme de poudre, de flocons, de capsules ou de comprimés. Elle prend le nom de levure diététique quand elle est additionnée de malt de céréales (typiquement, d'orge).
La levure de bière est inactive si les cellules ont été chauffées à plus de 40 °C (mais elle conserve ses vitamines et sels minéraux),.

## Histoire
En France, la levure de bière a été interdite après un avis défavorable de la faculté de médecine de Paris, le 13 août 1668. Cette interdiction est levée le 21 mars 1670 par le Parlement, à la suite de l'engouement de la population pour cette levure dans le pain.

## Composition de la levure sèche
| Composition           | %    | Composition détaillée         |
| --------------------- | ---- | ----------------------------- |
| Eau                   | 6 %  |                               |
|                       |      | albumines (48 %)              |
| Protéines             | 55 % | glutathion (0,5 %)            |
|                       |      | acides nucléiques (6 %)       |
| Graisses              | 3 %  | esters de la glycérine        |
|                       |      | lécithine                     |
| Hydrates de carbone   | 28 % | glycogène                     |
|                       |      | polyoses                      |
| Matières inorganiques | 8 %  | K, Ca, Mg, Fe, PO4, SO4, SiO2 |
| Vitamines             |      | A, C, E, B1, D                |

Composition de la levure sèche.

## Levure de boulanger et levure de bière
La levure de boulanger est elle aussi une levure de bière vivante et active, mais comportant des souches différentes de Saccharomyces cerevisiae et utilisée dans la fabrication du pain ou des pâtisseries. Elle est conditionnée soit sous forme fraîche en petits cubes à conserver au réfrigérateur, soit sous forme déshydratée obtenue à basse température et conditionnée en sachets.